# 横浜シネマリン
横浜シネマリン（よこはまシネマリン）は、神奈川県横浜市中区長者町にある映画館である。シネマ・ジャック&ベティとともに、伊勢佐木町周辺で営業を続けるミニシアターの一つ。

## 歴史
1955年7月8日、吉本興業により横浜シネマリンの前身となる「横浜花月映画劇場」が開場した。当時は、伊勢佐木町や野毛町周辺に20軒を越える映画館が林立していた。劇場名については資料により「横浜花月劇場」「花月映画劇場」の表記も見られ、明らかではない。この劇場は1963年に一度閉館したのち、翌1964年に、伊勢佐木町のとんかつ店がオーナーとなり、「イセザキシネマ座」の名称で再オープンした。当初は東宝系の映画を多く上映したが、次第に日活ロマンポルノなど成人映画が中心となった。1986年に、イセザキシネマ座の支配人が同館を引き継ぎ、1989年には松竹系の一般向け娯楽映画を上映する「横浜シネマリン」として新装オープンした。劇場名は、映画の「シネマ」と横浜の「海=マリン」のかばん語である。
その後、シネマコンプレックスの隆盛や劇場のデジタル化の波に乗れず2014年3月31日に休館。閉館の危機を迎えたが、シネマリンの映写機メンテナンス担当から誘いを受けた映画サークル「横浜キネマ倶楽部」事務局長の女性がシネマリンの運営会社を買い取り、再生を目指した。合議制の難しさから、サークルとしてではなく、横浜市の芸術不動産リノベーション事業の助成制度を活用したうえで個人の事業として行った。建物は築60年を経過しており、雨が降ると壁面から水がしみ出し、長期間使用していなかった空調機を試運転したところ館内にカビがまき散らされるなど改装には困難を伴った。映画監督小津安二郎の誕生日・命日である12月12日をプレオープンとし、オープニングメイン作品としてノルウェー・アイルランド合作の映画『おやすみなさいを言いたくて』が上映された。プレオープン当日もロビーの床を張る作業が続けられ、内装工事が完了したのは翌2015年4月のことであった。

## 設備
国道16号と横浜駅根岸道路が交わる長者町5丁目交差点に面した上郎ビルの地下1階にあり、イセザキモールからは1本南側の路地に入口がある。
改装前は165席の客席があったが前方の座席4列を撤去し、102席に減じたうえでスクリーンを大型のものに替え、舞台挨拶などができるよう小さな舞台が設えられた。老朽化した35mm映写機は、ユーロライブに改装中の渋谷オーディトリウムから購入して取り替えられた。代わりに、シネマリンで使われなくなった座席はユーロライブで使用された。フィルムを扱える映写技師は渋谷のユーロスペースの支配人から紹介を受けた。音響はドルビーサラウンド5.1が採用され、壁面にグラスウールを貼って音響環境を改善し、ロビーの改装と女性トイレの増設も行われた。

## 上映作品
オーナーと番組編成担当者は、新作・旧作をとり混ぜ、質が高くても上映される機会に恵まれない作品、食文化や女性をテーマにしたドキュメンタリー作品、原子力発電や戦争をテーマにした社会派作品なども上映したいと述べている。